# Филатов, Александр Алексеевич
Александр Алексеевич Филатов (2 октября 1895 года, фабричное местечко Садки, Коломенский уезд, Московская губерния — 21 марта 1956 года, Москва) — советский военный деятель, Генерал-майор (4 июня 1940 года).

## Биография
Родился Александр Алексеевич Филатов в 1895 году, в фабричном местечке Садки Коломенского уезда Московской губернии в семье инженера-механика. Закончил 2-ю Московскую гимназию.

### Первая мировая война
В мае 1916 года был призван на военную службу на правах вольноопределяющегося, в 1916 году окончил учебную команду при 2-м запасном кавалерийском полку в Острогожске, направлен в 3-й драгунский Новороссийский полк, участвовал в Первой мировой войне старшим унтер-офицером, командовал взводом на Румынском фронте. С июля 1917 года учился в Тверском кавалерийском юнкерском училище, но после Октябрьской революции оно было расформировано и окончить его А. А. Филатов не смог. Его отправили в запасной кавалерийский полк в Тамбов.

### Гражданская война
В октябре 1917 года вступил в Красную Гвардию в Тамбове, участвовал в первых боях Красной Армии под Псковом и Нарвой. В 1918 году вступил в РККА, участвовал в Гражданской войне в 1918—1920 годах, командовал взводом, затем ротой на Западном фронте.

### Между войнами
После окончания Гражданской войны А. А. Филатов с марта 1921 года служил в пограничных войсках Белорусского округа ОГПУ СССР: командир взвода, командир команды конных разведчиков, помощник уполномоченного пограничного отряда. С 1924 года вновь служил в РККА, в Белорусском военном округе: командир эскадрона, помощник начальника, затем начальник штаба полка. В 1928 году вступил в ВКП(б). В 1931 году окончил Кавалерийские КУКС и был назначен начальником оперативного отдела штаба 7-й кавалерийской дивизии (до 14 декабря 1932 года), с июня 1938 года — начальник штаба 7-й кавалерийской дивизии, в 1939 году окончил Высшие Академические Курсы при Академии Генштаба, с 16 июля 1939 года — командир 15-й кавалерийской дивизии, с 14 марта 1941 года — командир 46-й стрелковой дивизии Забайкальского военного округа.

### Великая Отечественная война
В начале Великой Отечественной войны А. А. Филатов на той же должности. В конце июня 1941 года дивизия передислоцировалась на западную границу СССР, в июле 1941 года 46-я стрелковая дивизия вошла в состав 16-й армии Западного фронта, участвовала в Смоленском сражении. А. И. Еремёнко вспоминал: 

«Командир 46-й стрелковой дивизии генерал-майор А. А. Филатов в смоленских боях показал себя также способным командиром, достойно выполнявшим свой долг. Дивизия без артиллерии и почти без пулеметов упорно дралась на северо-восточных подступах Смоленска и внесла свой вклад в героическую эпопею Смоленского сражения.»— Еременко А.И. В начале войны.
В боях дивизия понесла большие потери, в ней осталось две-три сотни человек, после выхода из окружения её остатки были направлены на формирование 129-й стрелковой дивизии (официально 46-я стрелковая дивизия была расформирована 19 сентября 1941 года), а А. А. Филатов был назначен командиром 129-й дивизии 20-й армии.
В октябре 1941 года 129-я стрелковая дивизия была разгромлена в Вяземском «котле». С 24 октября 1941 года по 11 января 1942 года А. А. Филатов — вр. и.д. начальника штаба 5-й армии Западного фронта, участвовал в битве под Москвой. С января 1942 года — вр. и.д. начальника оперативного отдела штаба Закавказского фронта,
С 15 мая по 22 июля 1942 года А. А. Филатов — командир 417-й стрелковой дивизии 37-й армии, Закавказского фронта. С июля 1942 года — заместитель командующего 45-й армии Закавказского фронта,
С 9 января 1943 года по 6 апреля 1943 года А. А. Филатов — командир 295-й стрелковой дивизии 37-й армии, участвовал в Северо-Кавказской операции. С 21 июля по 13 августа 1943 года — командующий 37-й армией Закавказского фронта (в этот период фронт боевых действий не вёл, его армии занимались укреплением границы с Турцией).
С августа 1943 года А. А. Филатов — для особых поручений при первом заместителе наркома обороны СССР Г. К. Жукове.
С апреля 1945 года А. А. Филатов — заместитель командующего 3-й ударной армией 1-го Белорусского фронта, участвовал в Берлинской наступательной операции. 24 апреля 1945 года в уличных боях был ранен командир 12-го гвардейского стрелкового корпуса 3-й ударной армии А. Ф. Казанкин, А. А. Филатов вступил в командование корпусом, продолжив участие в Берлинской операции. Корпусом он командовал до 9 мая 1945 года.

### После войны
После Победы А. А. Филатов был назначен заместителем начальника Управления по репатриации ГСОВГ. В марте 1947 года уволен в запас.
В 1946 году маршал Жуков попал в опалу. Его сняли с поста Главкома Сухопутных войск и отправили в ссылку — командовать Одесским военным округом. Людей из ближнего окружения Жукова органы госбезопасности взяли в разработку. По словам самого Георгия Константиновича, дело обстояло так: «В 1946 году, под руководством Абакумова и Берия, на меня было сфабриковано клеветническое дело. Тогда меня обвинили в нелояльном отношении к Сталину. Берия и Абакумов шли далее и пугали Сталина наличием у Жукова бонапартистских тенденций, и что я опасный для него человек. Фабрикуя на меня дело, были арестованы ряд моих сослуживцев генералов и офицеров, в том числе бывший член Военного Совета 1-го Белорусского фронта генерал-лейтенант Телегин К. Ф., бывшие мои адъютанты и порученцы генералы Минюк, Филатов, Варенников, Семочкин и другие». Филатова арестовали 19 апреля 1948 года. Три года он провел в Лефортовской тюрьме. 1 ноября 1951 года Военная коллегия Верховного суда рассмотрела дело генерала А. А. Филатова. Судьи вменили ему в вину то, что в беседах с женой и сослуживцем он высказывался нелицеприятно в адрес Сталина в связи со снятием Жукова с должности Главкома Сухопутных войск. Вдобавок Александр Алексеевич будто бы «возводил клевету на советскую действительность, заявляя, что денежная реформа (имелась в виду денежная реформа 1947 г.) проведена в ущерб рабочему классу, решение об отмене карточек является показным, за критику в Советском Союзе лишают свободы и поэтому нельзя написать пьесу в духе Островского или Гоголя, ибо тут же окажешься за решеткой». 
В ноябре 1951 года Филатов был приговорён к 10 годам заключения в исправительно-трудовых лагерях. По воспоминаниям дочери, свой лагерный срок он отбывал в окрестностях Новокузнецка.
После свержения Л. П. Берии, в июле 1953 года Александр Филатов освобожден, дело его пересмотрено, он восстановлен в генеральском звании и партии, ему возвращены награды.
Умер Александр Алексеевич Филатов в 1956 году в Пушкино в военном госпитале от полученного в лагере туберкулеза, похоронен в Москве на Ваганьковском кладбище.

## Воинские звания
- Комбриг (4 ноября 1939 года);
- Генерал-майор (4 июня 1940 года).

## Награды
- Орден Ленина — 21.02.1945[1]
- Два Ордена Красного Знамени — 26.03.1943, 03.11.1944[1]
- Орден Суворова 2-й степени — 30.11.1944
- Орден Кутузова 2-й степени — 29.05.1945
- Орден Богдана Хмельницкого 2-й степени — 10.01.1944
- Орден Отечественной Войны 1-й степени — 29.07.1944
- Орден Красной Звезды — 22.02.1941
- Медали[2]

## Документы
- Общедоступный электронный банк документов «Подвиг Народа в Великой Отечественной войне 1941—1945 гг.» Дата обращения: 27 марта 2013. Архивировано из оригинала 13 марта 2012 года. № в базе данных 19768110. Дата обращения: 27 марта 2013. Архивировано 9 апреля 2013 года., 46557364. Дата обращения: 27 марта 2013. Архивировано 9 апреля 2013 года., 18941356. Дата обращения: 27 марта 2013. Архивировано 9 апреля 2013 года., 18969034. Дата обращения: 27 марта 2013. Архивировано 9 апреля 2013 года., 20228062. Дата обращения: 27 марта 2013. Архивировано 9 апреля 2013 года., 20555152. Дата обращения: 27 марта 2013. Архивировано 9 апреля 2013 года., 27988465. Дата обращения: 27 марта 2013. Архивировано 9 апреля 2013 года., 46775895. Дата обращения: 27 марта 2013. Архивировано 9 апреля 2013 года..